# 美川屋本舗
『美川屋本舗』（みかわやほんぽ）は、2004年10月2日から2005年3月26日までテレビ東京系列で毎週土曜日午前11:00 - 11:30に放送されていた情報バラエティ番組。

## 出演者
- 美川憲一
- 大神いずみ
- アリtoキリギリス

## スタッフ
- 構成：石坂伸太郎、紀康成
- 編集・MA：ヌーベルバーグ
- ディレクター：山本健太郎、朝日賢一
- プロデューサー：浦輝久、下重聡、今野徹
- 企画協力：朝倉雅彦（博報堂DYメディアパートナーズ）
- 制作協力：ゾディアック
- 製作：テレビ東京、イースト

| テレビ東京系 土曜11時台前半 | テレビ東京系 土曜11時台前半 | テレビ東京系 土曜11時台前半 |
| 前番組                      | 番組名                      | 次番組                      |
| --------------------------- | --------------------------- | --------------------------- |
| 上質空間                    | 美川屋本舗                  | ゴルフスーパーバトル        |